# Doing Their Own Thing
Albums de Maceo Parker
Funky Music Machine
(1974)
Doing Their Own Thing est le 1er album de Maceo Parker, publié en 1970.

## Titres
1. Maceo [7:45]
2. Got To Getcha [2:49]
3. Southwick [3:28]
4. Funky Women [5:43]
5. Shake It Baby (Keep On Shakin' It) [2:11]
6. Better Half [4:55]
7. Don't Waste This World Away [6:18]
8. Mag-Poo [3:19]
9. (I Remember) Mr. Banks [5:27]
10. Thank You For Letting Me Be Myself Again [6:17]

## Réutilisation
Le titre "Southwick" a été samplé dans la chanson Auteuil, Neuilly, Passy du trio humoristique Les inconnus dans un arrangement plus rythmé.